# 池田せん
池田 せん（いけだ せん、? - 慶長4年7月20日（1599年9月9日））は、戦国時代の日本の女性。

## 概要
法名は安養院（あんよういん）。池田恒興の娘で池田輝政の姉。森長可に嫁ぎ、その後は中村一氏の妻となった。武道の訓練を受け、200人の女性銃士からなる部隊を指揮したとされるが、出典となっている『美濃諸旧記』という史料は『国書総目録』で確認できない（『美濃国諸旧記』であれば存在するが、『美濃国諸旧記』にこのような活躍の記述は無い）。また『当代記』に1万石を領していたとの記載があるが、詳細は不明。

## 登場作品
- 功名が辻（2006年、NHK大河ドラマ）演：乙葉（役名、とし）